# Nicolae D. Popescu
Nicolae D. Popescu (n. 9 august 1843, București, Țara Românească – d. 8 iunie 1921, București, România) a fost un prozator român.
S-a născut în București în familia preotului ortodox român Dimitrie Popescu și a soției sale, Niculina. A început liceul în orașul său natal, dar l-a abandonat curând în 1861, cu scopul de a deveni funcționar în Ministerul de Externe, unde a lucrat până la pensionare, în anul 1913. El a redactat numeroase calendare începând din 1866 și a publicat, de asemenea, lucrări literare în Amicul familiei, Columna lui Traian, Ghimpele, Revista contimporană, Revista literară și științifică, România ilustrată, Telegraful și Vatra. A scris romane senzaționaliste cu teme istorice sau inspirate de baladele și tradițiile cu privire la faimoșii haiduci și bandiți. Printre romanele sale se numără Radu al III-lea cel Frumos (1864); Amazoana de la Rahova (1879); Iancu Jianu (1880); Miu haiducul (1881); Tunsul haiducul (1881); Codreanu haiducu (1882) și Boierii haiduci (1892). După cum a arătat lor republicarea lor repetată, ele au fost foarte îndrăgite de publicul cititor de la sfârșitul secolului al XIX-lea. A publicat, de asemenea, mai multe cântece și colecții de poezii în stilul volumelor de stihuri umoristice ale lui Anton Pann.